# Wyświetlacz laserowy
Kolorowy telewizor laserowy (w skrócie Laser TV) lub wyświetlacz wykonany w technologii laserowej wykorzystuje dwa lub więcej indywidualnych modułowych optycznych wiązek promieni lasera w celu wytworzenia kolorów wyświetlającego punkt obrazu, w efekcie uzyskując kolorowy obraz.
Obecnie telewizory tego typu oraz wykonane w technologii OLED wyświetlają najwierniejszy możliwy do uzyskania obraz.